# Adéla Šípová
Adéla Šípová (* 22. září 1980 Vlašim) je česká advokátka, od roku 2020 senátorka za obvod č. 30 – Kladno, v roce 2020 krátce zastupitelka Středočeského kraje, v letech 2024–2025 členka Pirátů.

## Život
Absolvovala Právnickou fakultu Univerzity Karlovy. Advokacii se věnuje od roku 2009, od roku 2016 se specializuje na právo veřejného zadávání, mj. v souvislosti s kybernetickými hrozbami.

### Politická dráha
V roce 2018 kandidovala v obecních volbách za sdružení nezávislých kandidátů „Za obec Doksy“ na 9. místě kandidátky a nebyla zvolena, sdružení získalo šest mandátů.
Ve volbách do Senátu PČR v roce 2020 kandidovala jako nestranička za Piráty v obvodu č. 30 – Kladno. V prvním kole získala 17,80 % hlasů, a postoupila tak z 1. místa do druhého kola, v němž porazila kandidáta ODS Petra Bendla poměrem hlasů 67,13 % ku 32,86 %, a stala se tak senátorkou, a to navíc nejmladší. Ve své funkci se věnuje například tématu exekucí či otevřenější advokacie.
V Senátu je místopředsedkyní Senátorského klubu SEN 21 a Piráti a Výboru pro záležitosti Evropské unie, je rovněž členkou Podvýboru Organizačního výboru pro státní vyznamenání, Podvýboru pro rodinu Výboru pro sociální politiku, Stálé komise Senátu VODA – SUCHO, Volební komise a Stálé delegace Parlamentu České republiky do Meziparlamentní unie. Je též členkou Kolegia expertů k výkonu rozsudků Evropského soudu pro lidská práva a Rady vlády pro rovnost žen a mužů.
V krajských volbách v roce 2020 byla z pozice nestraničky za Piráty zvolena zastupitelkou Středočeského kraje. Na mandát rezignovala ještě před ustavujícím zastupitelstvem. V únoru 2025 kandidovala na celostátním fóru ve Zlíně na post lídryně strany pro volby do Poslanecké sněmovny PČR na podzim 2025. Získala však pouze 301 ze 643 možných hlasů, a porazil ji tak náměstek pražského primátora Zdeněk Hřib.
V březnu 2025 vystoupila z České pirátské strany. Jako důvod uvedla „nečitelnost strany“ a „nejistotu, kam se pirátská loď ubírá“. V senátorské práci pokračuje jako nestraník, chce však zůstat registrovanou příznivkyní Pirátů.

### Osobní život
Žije v Doksech u Kladna. Je matkou pěti dětí. Pravidelně se účastní projektu Do práce na kole, do Senátu jezdí autem či na bicyklu.